# Trafalgar (U-Boot)
HMS Trafalgar (Kennung: S107) war ein Atom-U-Boot der Royal Navy und gehörte der Trafalgar-Klasse an, deren Namensgeber sie auch war.

## Geschichte
Zwischen dem 7. und 8. Oktober 2001 startete die HMS Trafalgar zusammen mit der HMS Triumph mehrere R/UGM-109 Tomahawk-Marschflugkörper gegen Ziele der Al-Qaida in Afghanistan.
Am 6. November 2002 lief das U-Boot während einer Navigationsübung bei der Insel Fladda-chùain vor der Küste Schottlands auf Grund. Die Trafalgar wurde bei dem Unfall leicht beschädigt. Die Reparatur kostete rund fünf Millionen Pfund (7,5 Millionen Euro). Die Ursache für den Zwischenfall war, dass die Pläne des Manövers kurzfristig geändert wurden, worauf die für die Navigation zuständigen Marineschüler nicht eingestellt waren. Aus dieser Situation resultierten Fehleinschätzungen, beispielsweise wurde die Strömung falsch berechnet, die letztendlich zum Aufsetzen des U-Bootes führten. Die für das Manöver zuständigen Offiziere, Commander Fancy und Commander McGhie, wurde von einem Militärgericht für schuldig befunden, ihre Sorgfaltspflicht vernachlässigt und das U-Boot einem hohen Risiko ausgesetzt zu haben, da sie die Fehler der Marineschüler nicht korrigierten.
Am 7. November 2008 kam es bei Wartungsarbeiten an der Trafalgar im Marinestützpunkt Devonport in Plymouth zu einem Unfall. Bei der Umleitung von radioaktivem Kühlwasser durch eine Rohrleitung von Bord des U-Bootes in einen Tank auf dem Stützpunkt platzte die Rohrleitung und 280 Liter radioaktive Flüssigkeit strömten in den Fluss Tamar. Am 4. Dezember 2009 wurde die Trafalgar außer Dienst gestellt.